# ひなたの佐和ちゃん、波に乗る!
『ひなたの佐和ちゃん、波に乗る!』（ひなたのさわちゃん、なみにのる!）は、NHK宮崎放送局制作による「宮崎発地域ドラマ」として、NHK BSプレミアムで2019年9月11日の水曜22時から22時59分に放送されたテレビドラマである。サーフィンを題材に、嫌っていたサーフィンとの出会いを通じて自分の殻を破り成長していく女子高校生の姿を描いた青春ドラマ。足立紳作。主演は本作がNHKドラマ初主演となる池間夏海。
撮影は2019年5月中旬から下旬にかけて宮崎県日向市などで行われた。

## あらすじ
高校の軽音部のバンドでボーカルを務める是澤佐和は、宮崎県日向市の港町細島にシングルマザーである母親の佳子とともに暮らしている。しっかり者の佐和は母親を気にかけて、中学生である弟の面倒をきちんと見る。離婚して今はひとり暮らしの父親・中村卓はサーファーひと筋に生きてきた生真面目な性格の持ち主で、佐和は時折父親の元を訪ねてはそれとなく面倒を見ている。
そんなある日、佐和の弟が事件を引き起こし、それまでの平凡で穏やかな生活が一変する事態になる。さらに幼なじみの甲斐武瑠と偶然再会したことにより、佐和はそれまで眠っていた自身の本当の思いに気づかされることになる。

## 登場人物
是澤佐和
演 - 池間夏海
宮崎県日向市細島に住む高校3年生。軽音部のバンドでボーカルを務めている。
是澤佳子
演 - 田中麗奈
佐和の母親。女手ひとつで佐和と息子を育てているシングルマザー。
中村卓
演 - 玉山鉄二
佐和の父親。佳子と離婚した後はサーファーひと筋に生きている。
甲斐武瑠
演 - 立石ケン
佐和の幼なじみ。プロサーファーを目指している。
疋田晴海
演 - 川口ゆりな
佐和の親友。バンドではキーボードを担当している。
河野雅史
演 - 𠮷田太一
佐和の１つ下の後輩。佐和のバンドのベースを担当している。台詞は「まじすか！？」のみとなっている。

## スタッフ
- 作 - 足立紳
- 音楽 - 寺嶋民哉
- 制作統括 - 安野正樹（NHK宮崎放送局）
- 演出 - 小林直毅（NHK宮崎放送局）
- プロデューサー - 東山充裕（NHK大阪放送局）、城谷厚司（NHK大阪放送局）
- 制作 - NHK宮崎放送局